# Sikaiana
Sikaiana (antes llamadas Islas Stewart) es un pequeño atolón situado a 212 kilómetros al NE de Malaita, en las Islas Salomón, en el sur del Océano Pacífico. Tiene casi 14 kilómetros de longitud y su laguna, conocida como Te Moana, está totalmente cerrada por el arrecife de coral. Su superficie terrestre total es de solo 2 kilómetros cuadrados. No hay ningún fondeadero seguro cerca de este atolón, lo que lo hace a menudo inaccesible para los forasteros.

## Geografía
Sikaiana es un remoto atolón coralino tropical situado en latitud y longitud 8°25′0″S 162°52′0″E, a más de 200 kilómetros de cualquier otra isla. La isla principal del atolón de Sikaiana, situada en el extremo oriental, se llama Sikaiana. Las tres pequeñas islas del oeste del atolón son Tehaolei, Matuiloto y Matuavi. También hay dos islas artificiales en el arrecife, Te Palena y Hakatai'atata.

## Historia
Administrativamente, Sikaiana se rige como una región periférica de la provincia de Malaita, en las Islas Salomón. La población de Sikaiana es de aproximadamente 300 personas de ascendencia polinesia, y no de la ascendencia melanesia que predomina en las principales Islas Salomón. Los antropólogos la consideran una región periférica polinesia.
Un informe de la GAO de 1998 afirmaba:
 

Algunos residentes de las Islas Stewart, en el grupo de las Islas Salomón, afirman que son hawaianos nativos y ciudadanos estadounidenses..... Basan su reclamación en la afirmación de que las Islas Stewart fueron cedidas al rey Kamehameha IV y aceptadas por éste como parte del Reino de Hawái en 1856 y, por tanto, formaron parte de la República de Hawái (que fue declarada en 1893) cuando se anexionó a los Estados Unidos por ley en 1898. La ley de 1898 identifica a las islas que se anexionan sólo como las "islas hawaianas y sus dependencias". Sin embargo, la anexión se basó en el informe de la Comisión Hawaiana, que no incluía las Islas Stewart entre las islas que identificaba como parte de la República de Hawai. Informe de la Comisión Hawaiana, S. Doc. No. 16, 55th Cong., en 4 (3d Sess. 1898). En 1996, algunos residentes de las Islas Stewart solicitaron registrarse para votar en un plebiscito limitado a los nativos de Hawai. Sin embargo, sus solicitudes de voto fueron rechazadas por el Consejo Electoral de la Soberanía Hawaiana.

En 1893, con el fin de regular la práctica de reclutamiento de mano de obra o "blackbirding" de los isleños de Salomón para trabajar en las plantaciones de mano de obra en Queensland, Australia, y para promover sus propios intereses coloniales, el Reino Unido estableció un protectorado sobre la mayor parte de lo que ahora son las Islas Salomón. El 21 de junio de 1897, el protectorado se amplió para incluir las islas Sikaiana, Rennell y Bellona.